# ジェームズ・モンロー
ジェームズ・モンロー（James Monroe、1758年4月28日 - 1831年7月4日）は、アメリカ合衆国の政治家、軍人。第5代アメリカ合衆国大統領（在任:1817年-1825年）。

## 経歴
モンローはバージニア植民地ウェストモアランド郡に生まれ、アメリカ独立戦争に従軍した。1780年から1783年までトーマス・ジェファーソンについて法律を勉強し、1783年から1786には大陸会議（連合会議）の代議員になった。アメリカ合衆国憲法の批准を問うたバージニア会議では、反連邦党代議員として中央政府にあまりに大きな権限を与えすぎると主張して批准に反対した。それでもモンローは新しい連邦政府に積極的に関わり、1790年にはバージニア州からアメリカ合衆国上院議員に選出されて、ジェファーソンの一党（後の民主共和党）に加わった。バージニア州知事（1799年 - 1802年）として行政の経験を積み、フランスにおける外交官として1803年のルイジアナ買収交渉に貢献して国民的な名声を得た。
米英戦争（1812年 - 1815年）ではジェームズ・マディソン大統領の下で国務長官および陸軍長官として重要な役割を演じた。1816年アメリカ合衆国大統領選挙では退勢著しかった連邦党からの抵抗もほとんど無く、選挙人投票の80%以上を獲得して大統領に当選した。大統領としてのモンローは党派的緊張を緩めようとして国内の巡行に出た。国家主義が盛り上がった時だったので何処に行っても歓迎され、党派の抗争は弱まり、「好感情の時代」が続いた。1819年恐慌が襲い、1820年にはミズーリ準州の加盟問題で国内が論争に巻き込まれた。それでも1820年アメリカ合衆国大統領選挙ではほとんど全会一致で再選された。1823年にはモンロー主義を発表し、これがアメリカ外交政策の規範になった。1825年に大統領職を辞すると財政的苦境に立たされた。大統領の任期は「好感情の時代」、すなわち党派抗争が比較的少なかった時代と、その後の1819年恐慌やミズーリ準州の合衆国加盟（州昇格）について激しい国を挙げての論争があった時代で特徴づけられる。この間にフロリダの獲得（1819年）、ミズーリ協定（1820年）と続き、アメリカ合衆国はアメリカ大陸におけるヨーロッパの干渉を容認しないとした、いわゆるモンロー主義を発表（1823年）したことで最も著名となった。モンローは建国の父として最後の世代であり、大統領を続けて輩出してバージニア王朝と言われた時代および共和主義者世代から大統領になったことでも最後の者だった。1831年7月4日にニューヨーク市で死去した。

## 生涯

### 生い立ち
ジェームズ・モンローは1758年4月28日にバージニア植民地ウェストモアランド郡の森林地帯で生まれた。その生地は現在モンロー・ホールと呼ばれる所から1マイル (1.6 km) の距離にある。父スペンス・モンロー（1727年 - 1774年）は木工業も学んだことのある中程度の農園主だった。ジェームズの母エリザベス・ジョーンズ（1730年 - 1774年）とは1752年に結婚した。夫妻には下記5人の子供が生まれ、4人が成人まで成長した。
- エリザベス・モンロー・バックナー - キャロライン郡在
- ジェームズ・モンロー
- スペンス・モンロー・ジュニア - 1歳で死亡
- アンドリュー・モンロー - アルベマール郡在
- ジョセフ・ジョーンズ・モンロー - ノーサンバーランド郡地区裁判所事務官、モンロー大統領の私設秘書、後にミズーリ州に入植した。

父方の曽祖父は17世紀半ばにスコットランドからアメリカに移民して来ていた。そのアンドリュー・モンロー少佐（? - 1688年）は、古代スコットランド高地一族の長である第14代ファウルズ男爵ロバート・モンローの子孫だった。1650年、アンドリュー・モンローはウェストモーランド郡ワシントン教区に広大な土地の特許を得た。

### 教育
モンローは11歳から16歳までワシントン教区のアーチボルド・キャンベル牧師が運営するキャンベルタウン・アカデミーで学んだ。ここでは並外れた生徒として秀でており、ラテン語や数学など同じ年の少年達よりも速い速度で習い覚えた。級友の中には後に合衆国最高裁判所長官になったジョン・マーシャルがいた。16歳でウィリアム・アンド・メアリー大学に入学した。しかし1774年のウィリアムズバーグ・キャンパスの雰囲気は勉強どころではなくなり、イギリス王ジョージ3世に対する反乱の機運がモンローを含む学生達の大半に蔓延し愛国心で包んだ。レキシントン・コンコードの戦いが起こった後の1775年6月、モンローは24人の年長者達に加わって総督宮殿の武器庫を襲った。このとき奪った200挺のマスケット銃と300振りの剣でウィリアムズバーグの民兵隊を武装させることができた。翌年春モンローは大学を辞めて大陸軍に入隊した。その後学位を得るために大学に戻ることは無かった。1780年から1783年までトーマス・ジェファーソンについて法律を勉強した。
モンローはアメリカ独立戦争で実際に戦ったことでは最後の大統領であり、トレントンの戦いで功績を挙げたが、このとき左肩を負傷した。この傷の治療のためにペンシルベニアのバックス郡で3か月を過ごした。エマヌエル・ロイツェが描いた有名な絵画「デラウェア川を渡るワシントン」では、ワシントン将軍の後ろに立って旗を持っているのが、ジェームズ・モンロー中尉である。またジョン・トランブル描く「トレントンの戦い」では、モンローが中央左に負傷して横たわっているのを見ることができる。
戦後はバージニア州フレデリックスバーグで法律を勉強した。

### 家族
モンローは1786年2月16日にニューヨーク市で、エリザベス・コートライト（1768年 - 1830年）と結婚した。エリザベスはローレンスとハンナ・アスピンウォールのコートライト夫妻の娘だった。ロングアイランドで短時日のハネムーンを過ごした後に、妻の父と一緒に住むためにニューヨーク市に戻った。モンロー夫妻には次の子供達が生まれた。
- エリザ・モンロー・ヘイ（1786年 - 1835年）、1808年にジョージ・ヘイと結婚、ホワイトハウスでは病気療養中の母の代役を務めた。
- ジェイムズ・スペンス・モンロー（1799年 - 1801年）
- マリア・ヘスター・モンロ・ガバヌーア（1803年 - 1850年）、1820年3月8日にふた従兄弟のサミュエル・L・ガバヌーアと結婚、ホワイトハウスで行われた初めての結婚式だった。

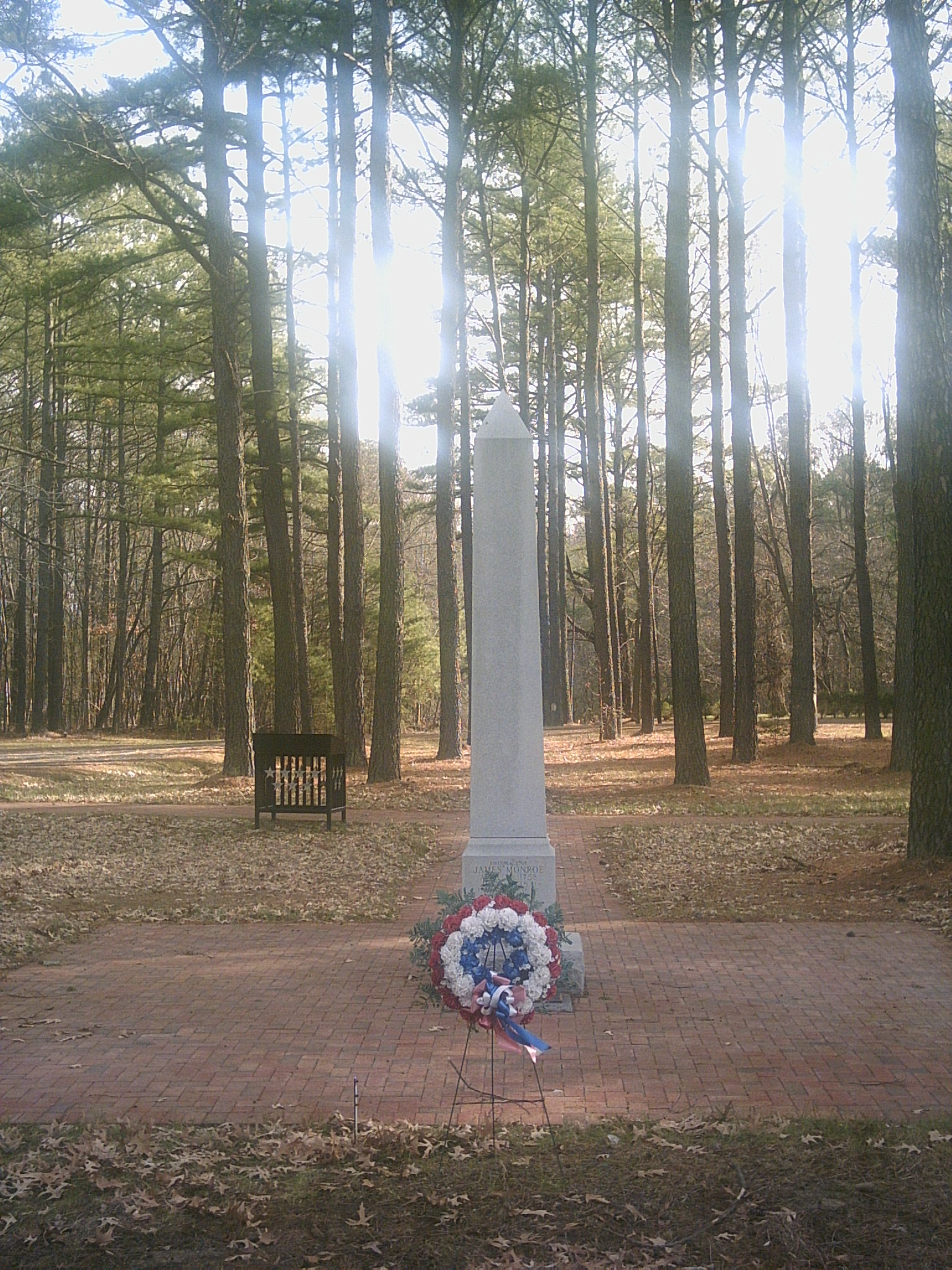
モンローの生地を示す標識

モンローは若いころの夢だった大きなプランテーションの所有者になり、政治的な力を行使するということを満たしたが、農業経営の方はあまり利益にならなかった。1783年にはバージニアで相続していた小さなプランテーションを売却して政治の世界に入った。ただし土地と奴隷を所有しており、土地に投機もしたが、そこを訪れて監督することはめったになかった。このために奴隷達は生産性を上げるために酷使されており、プランテーションはあるとしてもほとんど金にはならなかった。モンローの贅沢な暮らしぶりのために負債のかたに資産を売ることも多かった。

### 政治
モンローは1782年にバージニア下院議員に選出され、1783年から1786年まで連合会議代議員を務めた。
バージニア州では各州に提案された新しいアメリカ合衆国憲法の批准を巡って1788年に闘争が起き、連邦党と反連邦党との間の単純な衝突以上のものになった。バージニア人は中央政府について憲法で提案された変更の長所に関してはあらゆる種類の意見を持っていた。ジョージ・ワシントンとジェームズ・マディソンが憲法支持側の指導者であり、パトリック・ヘンリーとジョージ・メイソンが反対側の指導者だった。批准問題の中心人物は理論闘争において中間に位置した者達だった。モンローやエドモンド・ペンドルトンに指導されたこれら「修正を求めた連邦主義者達」は権利章典が無いことを批判し、中央政府の課税権に屈服することを気にした。バージニア州は1788年6月に憲法を批准したが、これはこれらの人々がその要求を保留し、新政府ができた後に改訂を求めていくことを明言したことが大きかった。
バージニア州がやっと憲法を批准した後、モンローは連邦議会第1会期の下院議員選挙に出馬したがマディソンに敗れた。代わって1790年に上院議員に選ばれた。モンローは直ぐにジェファーソンやマディソンに率いられる「民主共和」派に加わり、1791年には上院の党主導者となった。

#### 駐フランス大使
モンローは1794年に在フランスアメリカ合衆国全権公使に指名されると上院議員を辞任した。大使としてのモンローは、ルイ16世の処刑に反対したことで逮捕されたトマス・ペインの釈放を成功させた。
モンローはフランスの監獄に捉われているラファイエット夫人を含むアメリカ人全ての解放に努めた。夫人がラファイエットの捕らえられているチェコのオロモウツに旅立つ前には、ラファイエットの家族にアメリカのパスポートを発行した（彼らは名誉市民権を認められていた）。
モンローはフランス革命を強く支持し、ジョージ・ワシントンの厳格な中立政策はイギリスに有利にならないとフランスに保証しようとした。しかし、アメリカの政策はイギリス寄りであり、ロンドンでジェイ条約が署名されたときは動揺した。フランスとイギリスは交戦状態にあり、ジェイ条約はフランスをびっくりさせ、憤激させた。ワシントンはモンローが不手際であり、混乱を起こさせる操作を行い、および母国の利益を守れなかったとして在フランス公使を解任した。
モンローは大統領に与える外国の不快な影響について以前から心配していた。1785年にスペインがミシシッピ川のアメリカの航行権を30年間封鎖することを連合会議に認めさせようとしたスペインの外交官ドン・ディエゴ・デ・ガルドキの件で警告を受けていた。このときモンローは合衆国の南西部を失う、すなわち北東部の支配力を危険に曝すことになるスペインの過剰な影響力を見ていた。モンローは強い大統領制と抑制と均衡の仕組みを信念とした。1790年代には老年となったジョージ・ワシントンが強力なイギリス寄りであるハミルトンのような側近に大きく影響されているのに苛立った。モンローはフランス贔屓であり、1795年のジェイ条約に強く反対した。在フランス大使であるときに革命派を支持したことでワシントンがモンローを批判したことに屈辱を感じた。1798年から1800年にかけての擬似戦争が起こったとき、および1801年にトーマス・ジェファーソンを大統領に近付かせないようにした時には、外交と連邦党の要素を監視した。このときバージニア州知事だったモンローはジェファーソンに有利に決着するようにバージニアの民兵隊を使うことも考慮した。連邦党はモンローのことを良くてフランス担ぎ悪くて反逆者とみている者もいたが穏便に反応した。モンローはこうして被害妄想的政治に一石を投じた。

##### バージニア州知事と外交官
在フランス大使を辞めたモンローは法律実務に戻っていたが、1799年にバージニア州知事に選出されこれを1802年まで務めた。1800年にガブリエルの奴隷反乱が起こったときはその鎮圧のために州兵を招集した。反乱に参加したガブリエルとその他26人の奴隷は絞首刑に処された。これに反応したバージニア州などの議会は自由黒人の制限と、奴隷の教育、移動および雇用を制限する法を成立させた。
ジェファーソン政権の最初の任期中に、モンローはルイジアナ買収の交渉にあたるロバート・R・リヴィングストンを支援するためにフランスに派遣された。その後の1803年から1807年には在イギリスアメリカ合衆国全権公使に指名された。1806年にはジェイ条約に代わるイギリスとの条約交渉にあたったが、これにはイギリスがアメリカ人水夫を強制徴募することを禁じる条項が無かったために、ジャファーソンがその批准を拒んだ。その結果、両国は1812年の米英戦争に向けて突き進むことになった。
伝統的な党の「1798年の原則」に固執することを主張した南部の「古共和党員」がモンローを選んで1808年に大統領選挙に担ぎ出した。ロアノークのジョン・ランドルフが運動を指導して、ジェファーソン大統領によるジェームズ・マディソンの後継者指名を阻止しようとした。ジェファーソンは1807年の外交問題でモンローを冷遇していたので、モンローは政権から疎遠になっていた。しかし、民主共和党を常に牛耳ってきたバージニア政界の中心人物やその他の要素も絡んで、1808年の選挙はマディソンで落ち着くことになった。

##### 閣僚
モンローはバージニア下院に戻り、1811年に再びバージニア州知事に選任されたが、わずか4か月務めただけだった。1811年4月、国務長官に選任された。1814年9月に陸軍長官に指名されたときは、3日間だけ国務長官を兼任したままだった。10月1日には国務長官を辞したが後任は指名されないままだった。このために1815年2月28日まで実質上兼任のままとなった。この日に陸軍長官を辞任し、再び国務長官に任命された。その後はマディソン政権が終わるときまで国務長官を務め、その後に新任アメリカ合衆国大統領としての政務を始めた。

### 大統領職
ジェファーソンやマディソンの大統領在職中に議会の指名総会ではほとんど抵抗が無かった。しかし、1816年の場合は状況が変わった。連邦党が総会制度に反対しただけでなく、ニューヨーク州代議員団に指導される不特定多数の反バージニア共和党員からの反対があった。ウィリアム・クロウフォード、ダニエル・トンプキンズ、ヘンリー・クレイなど他の候補者を絞りきれなかったためにモンローに対する反対勢力が弱まった。3月12日の党員集会をバージニア州代議員団がボイコットすることで他の候補者の目が無くなり、4日後の集会でモンローが候補指名を受けた。連邦党は米英戦争に反対したことで不人気となり混迷していたので、モンローは容易に大統領に当選した。連邦党は候補者指名すらできず、ニューヨーク州のルーファス・キングが連邦党の旗の下で対抗馬として出馬した。キングはコネチカット州、デラウェア州およびマサチューセッツ州の3州を制しただけであり、選挙人投票の結果はモンローの217票対キング34票となった 。
連邦党の崩壊によりモンローの1期目終わりころには組織立った反対が無く、1820年の再選を求めた選挙でも何の抵抗も無く選ばれた。対抗馬がいない選挙はジョージ・ワシントン以来のことだった。ニューハンプシャー州の選挙人1人のみがジョン・クィンシー・アダムズに投票し、選挙人投票の全会一致を避けた。
1817年初頭に、モンローは以下の宣言を行った。
「国家の安全は、南海岸線に沿った迅速な植民に依存しており、またインディアンを西部へ移動させることが最大の利益に適うものである。」

#### 閣僚の指名
モンローは閣僚として、南部のジョン・カルフーンを陸軍長官に、北部のジョン・クィンシー・アダムズを国務長官に指名するなど均衡を図った。西部の傑出した政治家ヘンリー・クレイのみが閣僚指名を断った。ほとんどの閣僚はその価値がある民主共和党員に指名が行ったが、党の基盤を作るために彼らを使おうとはしなかった。低い役職には多様な人物を指名させることができ、この時代が「好感情の時代」と呼ばれることになった。国民の信頼を得るために1817年には2度国内を長期間巡行した。立ち寄った場所では数え切れないほどの歓迎式典が行われた。この間にも連邦党は衰退を続けていた。連邦党は州やそれ以下のレベルでは活動と組織的一体性を維持していたが、国政レベルでは選挙区の再配分のために凋んでいった。連邦議員の党員集会も無くなり、モンローの2期目には注目に値する全国的集会も無くなった。

#### 国内の改良
モンローの大統領任期中に、議会はカンバーランド道路など国内の改良に大きな助成金を要求した。モンローは、カンバーランド道路のようなものは基本的に州ごとに注力するべき公共事業であるので、連邦政府が助成するのは違憲であると考え、毎年改良のための予算を要求する法案に拒否権を使った。この抵抗はモンローの人民主義的理想を裏付け、彼が遊説で旅することを好んだ地方政府の役人に対する信頼を増すことになった。

#### ミズーリ妥協
「好感情の時代」は1824年まで続き、下院によって選出された後継者ジョン・クィンシー・アダムズの任期にまで持ち越された（この選挙の対立候補アンドリュー・ジャクソンはアダムズが「裏取引」をやったと非難した）。しかし、モンローの人気は、国が国家主義に関わりその政策の難しさで重大な亀裂を生じさせたときになっても衰えなかった。1819年恐慌は重大な経済不況を生んだ。1819年にミズーリ準州が奴隷州として連邦に加盟しようとした試みは失敗した。ミズーリ州で段階的に奴隷制を排除しようという修正法案はその後2年間も議会における激しい議論になった。ミズーリ州を奴隷州に、同時にメイン州を自由州にするというミズーリ妥協法案がこの紛争を収めさせ、北緯36度30分以北では奴隷制を禁じることになった。1857年の「ドレッド・スコット対サンフォード事件」における合衆国最高裁判所判決の一部でミズーリ妥協が違憲であると裁定されるまで、この協定は残っていた。

#### 外交政策

##### モンロー主義
ナポレオン戦争が1815年に終わった後は、ラテンアメリカ各地でスペインあるいはポルトガルの支配に対して革命が起こり、独立を宣言していた。アメリカ人はこの展開を共和制精神が実証されたこととして歓迎した。1819年にフロリダの領有が確保されるまで、アダムズはこの見解を公式に認めることを遅らせた。ロシアが北緯51度線まで北アメリカ太平洋岸の領有権を主張し、同時にヨーロッパ諸国がラテンアメリカ諸国を植民地状態に戻す圧力をかけたことで、帝国主義の侵略による脅威が強くなっていった。
1822年3月、モンローは連邦議会に対し、ラプラタ連合州（今日のアルゼンチン）、チリ、ペルー、コロンビア、およびメキシコに安定した恒久的政権が樹立されたことを告げた。アダムズはモンローの監督下でこれら新興国に派遣した公使（大使）に宛てて指示書を書いた。それは各国の共和制を支持し、最恵国待遇で通商を行う条約締結を求めるアメリカ合衆国の政策を宣言していた。アメリカ合衆国はヨーロッパ諸国のものとは基本的に異なる経済と政治制度の発展のためにアメリカ大陸にまたがる会議体を支援するとしていた。ヨーロッパとははっきり異なる「アメリカン・システム」という基調はラテンアメリカに対するモンローの政策の基本信条だった。アメリカ合衆国が各国を最初に認知し、「自由と人道主義」を支持していることで世界の他の地域に対し規範を示したことを誇っていた。
1823年12月2日、議会における教書演説では、後にモンロー主義と呼ばれることになるものを正式に表明した。モンローは、南北アメリカは将来ヨーロッパ諸国に植民地化されず、主権国家の国内事情にヨーロッパ諸国から干渉されないことを宣言した。さらにアメリカ合衆国がヨーロッパでの戦争、およびヨーロッパ列強と植民地間の戦争について中立を保つ意思があるが、新しく植民地を作ることあるいはアメリカ大陸の独立国家に干渉することはアメリカ合衆国に対する敵対行為であると考える事も声明した。
これは歴史におけるモンローの最も有名な業績であるが、原稿はイギリスとの協調原則を考案した国務長官ジョン・クィンシー・アダムズによって起草された。モンローとアダムズはアメリカが新興国を認知することが軍事的な干渉とスペインの権力を復活させることから各国を守るものではないと認識していた。1823年10月、在イギリスアメリカ合衆国特命全権公使リチャード・ラッシュがイギリスの外務大臣ジョージ・カニングはアメリカとイギリスが共同でヨーロッパの干渉に対する反対を宣言することを提案していると忠告した。イギリスはその強力な海軍力でラテンアメリカの再征服にも反対し、アメリカ合衆国には「不干渉」政策の宣言に加わるよう提案した。イギリスの主導権に触発されてモンローはアメリカの指導者達と相談し、続いてモンローとアダムズが計画を立てた。元大統領のジェファーゾンやマディソンはモンローに提案を受けるよう助言したが、アダムズは「イギリスのマン・オブ・ウォー（戦艦）の後に続く小船として現れるよりも、率直にロシアやフランスに対して我々の原則を表明するのがより腹蔵の無いものになる」と助言した。モンローはアダムズの助言を容れた。ラテンアメリカだけではなく、ロシアも太平洋岸を南進すべきではないとされた。「アメリカ大陸は各国が採用し維持している自由と独立した状態によって、如何なるヨーロッパ列強によっても将来的に植民地化されるような対象とは考えられるべきではない」と述べた。
1823年、モンロー主義は南アメリカの元スペイン植民地に対するよりも、北アメリカにおけるロシア人に対して強く向けられた。その結果はイギリス海軍の支援の下にアメリカ孤立主義となった。モンロー主義は、「西半球はもはやヨーロッパの植民地の対象ではない」とするアメリカ合衆国の考えを示した。この半球で今後政治的支配をしようとすることや、既に存在する国家の独立を侵すことは敵対行動と見なし、世界には2つの異なる両立しない政治制度が存在することになった。これによってアメリカ合衆国はヨーロッパの事情に干渉しないこととし、ヨーロッパ諸国にはアメリカ大陸の事情に干渉しないことを要求した。この先、ヨーロッパからの重大な干渉はほとんど無くなった。

##### スペインとフロリダ
フロリダをスペインから買収することに関して、特にアンドリュー・ジャクソンが「大統領の公認」を掲げてセミノール族インディアンの領土を侵略したあとでは、セミノール族後援者のスペインとの関係がこじれた。この件ではモンローは公認を否定した。しかし、ジョン・クィンシー・アダムズの老練な手腕によって1819年にスペインとの条約、アダムズ＝オニス条約が成立し、500万ドルとテキサスに対する領有権主張を放棄することと引き換えに、フロリダの割譲を認めさせた。
モンローは1822年になって元スペイン植民地だったアメリカ大陸の新生間もない姉妹共和国の認知を始めた。モンローとアダムズはフロリダの割譲が成立するまでスペインと問題を起こすことを避けようとしていた。フロリダ割譲は1821年に成立した。

#### インディアン政策
モンローはインディアンに対しては、終始排除方針を採った。白人入植者は南東部全域に拡大する一方であり、彼らは各地のインディアン部族の領土を侵略し、あちこちで武力衝突が絶えなかった。モンローは邪魔なインディアンをミシシッピ川以西へ強制排除し、民族浄化した後の広大な領土を白人入植者に開放しようとした。
1817年、モンローは米国に反抗的なフロリダ原住民セミノール族インディアンを滅ぼし、彼らの後援者であるスペインを罰するとしてアンドリュー・ジャクソン将軍をスペイン領フロリダに派遣し、徹底的な焦土作戦によってインディアンを大量虐殺した。
この武力行使は議会で、「インディアンに対する虐殺」よりもむしろ「フロリダ領への侵入」が問題となり、憲法論争を生んだ。ジャクソンの「功績」の報せを受けた連邦議会は、「第一次セミノール戦争」の調査を行った。当時の第15期連邦議会は民主共和党が圧倒的に支配しており、概して領土拡張主義者で占められ、人気のあるジャクソンを支持する方向にあった。議員の多くは党派や派閥連衡を潰すことを企んでいて、ジャクソンの敵対者の主張は弱く、容易に論破された。論争の後、下院はどんな形であれジャクソンを有罪と判決したすべての決議を投票で否決した。こうして暗黙のうちにモンローの行動は支持され、セミノール戦争に関する行政官の役割を取り巻く問題は不問にされた。
1817年、モンローは、「すべてのインディアンは狩猟経済の段階から農業経済に進むべきである」と考え、「狩りに頼った野蛮な生活は、これを維持するために広大な領地を必要とし、それは文明化された生活への進展とは相容れないものである」と述べた。しかし、トーマス・ジェファーソン以来の、インディアンの農民化を軸とした同化政策を加速させようというモンローの提案は、連邦議会に無視された。
1825年、モンローは、「東部に原住しているすべてのインディアンを、白人が生きることができない西部地域に移住させる」というインディアン移住法の原案を議会に上程した。議会での論争の後に、アンドリュー・ジャクソンはインディアンの強制移住を支持。のちの大統領職の際に、甚大なインディアンの死者を生みだしながら、この強制移住は実行されることとなった。東部のインディアン部族はそのほとんどが農耕民族であったが、単純にミシシッピ川以東の肥沃な大地は、白人入植者がプランテーション経営のために喉から手が出るほど欲しがっていたものだったのである。

### 内閣
| 職名     | 氏名                                           | 任期          |
| -------- | ---------------------------------------------- | ------------- |
| 大統領   | ジェームズ・モンロー                           | 1817年-1825年 |
| 副大統領 | ダニエル・トンプキンズ                         | 1817年-1825年 |
| 国務長官 | ジョン・クィンシー・アダムズ                   | 1817年-1825年 |
| 財務長官 | ウィリアム・クロウフォード                     | 1817年-1825年 |
| 陸軍長官 | ジョン・カルフーン                             | 1817年-1825年 |
| 司法長官 | リチャード・ラッシュ                           | 1817年        |
| 司法長官 | ウィリアム・ワート                             | 1817年-1825年 |
| 郵政長官 | リターン・ジョナサン・メグズ                   | 1817年-1823年 |
| 郵政長官 | ジョン・マクレーン                             | 1823年-1825年 |
| 海軍長官 | ベンジャミン・ウィリアムズ・クラウニンシールド | 1817年-1818年 |
| 海軍長官 | ジョン・カルフーン                             | 1818年-1819年 |
| 海軍長官 | スミス・トンプソン                             | 1819年-1823年 |
| 海軍長官 | サミュエル・サウサード                         | 1823年-1825年 |

#### 指名した最高裁判所判事
- スミス・トンプソン - 1823年

#### 在任中に新たに加盟した州
- ミシシッピ州 –  1817年12月10日
- イリノイ州 –  1818年12月3日
- アラバマ州 –  1819年12月14日
- メイン州 –  1820年3月5日
- ミズーリ州 –  1821年8月10日

### 大統領職後

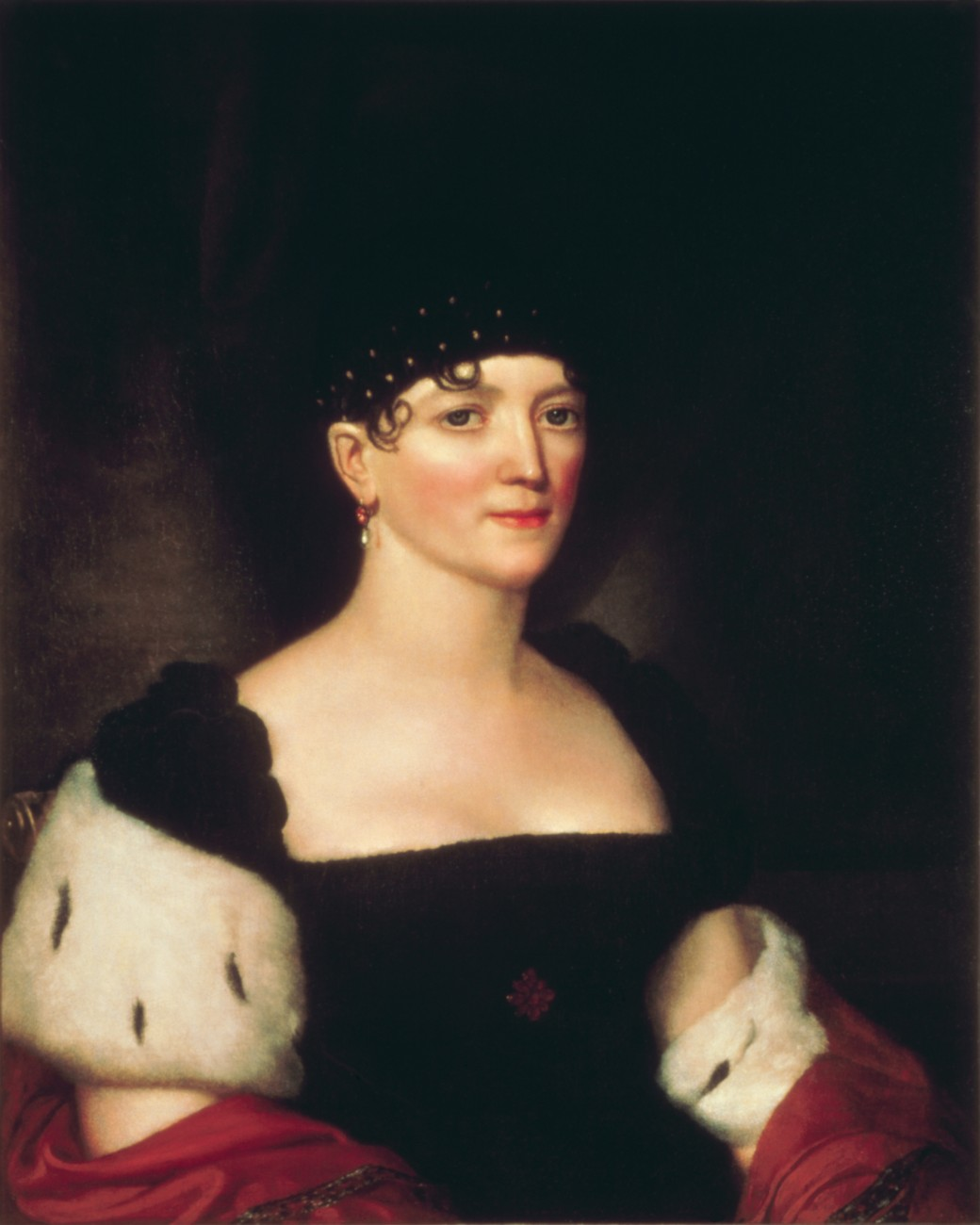
エリザベス・コートライト

モンローの任期は1825年3月4日に終了した。モンローはホワイトハウスを去り、バージニア大学の敷地内にあるモンロー・ヒルに移り住んだ。現在のバージニア大学は、1788年から1817年までモンローの所有する農場だった。しかし、モンローは大統領に就任した年に、その土地を新しい大学に売却していた。大学を設立したジェファーソン元大統領、さらには2代目の教区牧師やマディソン元大統領の下で大学の客員理事を死ぬまで務めた。
モンローは公的生活の間に多くの債務を負い、その結果、自宅のハイランド・プランテーション（現在はアッシュ・ローン・ハイランドと呼ばれており、出身校のウィリアム・アンド・メアリー大学が所有し一般に公開されている）を手放すことを強いられた。モンローは経済的に困窮し、妻エリザベスの健康問題も生活を苦しいものとした。そのような理由もあって、モンローはエリザベスが死去した1830年9月23日までオーク・ヒルで生活した。
1825年8月、独立から50年を記念してアメリカに招かれていたラファイエット公爵とジョン・クィンシー・アダムズ大統領がモンローの客人となった。
モンローは18世紀の男性ファッションに従い、髪粉をつけたかつらと半ズボンを着用したことでは、最後のアメリカ合衆国大統領となった。

### 晩年

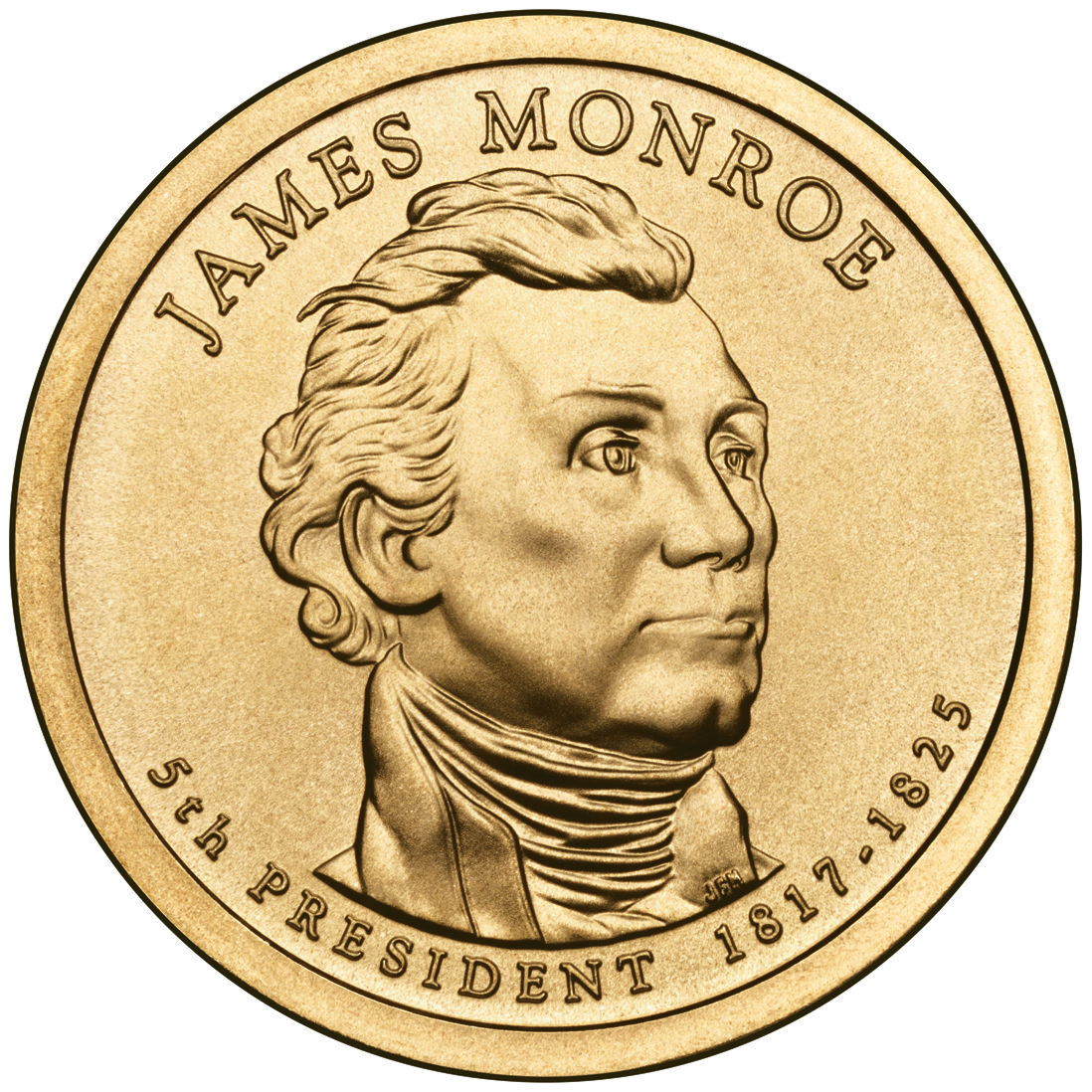
大統領1ドル銀貨のモンロー

1830年に妻エリザベスが死去すると、モンローはニューヨークに住む娘のマリア・ヘスター・モンロー・ガバヌーアと共に暮らし、1831年4月にはジョン・クィンシー・アダムズ大統領の訪問を受けた。
モンローは1831年7月4日に心不全と結核で死去した。独立記念日である7月4日に死んだ3人目の大統領となった。それは独立宣言から55年後、ジョン・アダムズとジェファーソンの2人の大統領が死去した日から5年後だった。当初はニューヨークで埋葬されたが、1858年にバージニア州リッチモンドのハリウッド墓地にある大統領広場に改葬された。モンローの墓はアメリカ合衆国国定歴史建造物に指定されている。

## 信仰
ブリス・アイスリーはその著書『大統領：信念の人』の中で「モンローの宗教に関する思想については、他のどの大統領よりも知られていない」と記した。モンローは妻と文通したものも大半は焼却し、宗教的観念を論じた可能性のある手紙も残っていない。友人、家族あるいは知人もその信仰について記していない。息子が死んだ後で書いた手紙が残っているが、宗教に関しては何も書かれていない。
モンローはイングランド国教会がバージニア植民地の国教であった時代にその信徒である家庭で養育され、成人してからもしばしば米国聖公会教会の礼拝に出席した。ただし聖餐式を受けたという記録は無い。歴史家の中には理神論者に分類する者もいた。実際に神に言及するときに理神論的な言葉を使った。ジェファーソンとは異なり、その理神論的見解について無神論者とか異端者とか非難されることは滅多に無かった。その例外としては1832年にニューヨーク州オールバニの改革派長老教会の牧師ジェイムズ・レンウィック・ウィルソンが「二流の無神論哲学者のように生き死んだ」と評したことだった。
モンローは国務長官として1815年にチュニス領事のモーディカイ・マニュエル・ノアを解任した。その明白な理由はノアがユダヤ人だということだった。ノアは抗議し、政教分離とユダヤ人に対する寛容を指示する手紙をアダムズ、ジェファーソンおよびマディソンから受け取った。
また1775年にヴァージニア州のウイリアムズバーグ・ロッジNo.6でフリーメイソンに加入している。

## 奴隷制
モンローはバージニア州知事だった1799年から1802年、1799年10月にサウサンプトン郡で起こった奴隷暴動に慎重な姿勢を取った。モンローは、告発された反乱者が処刑される前に適切な法的処置を受けるよう骨を折り、彼らの法的権利に特別の関心を示した。この事件について膨大な調査を行い、関わった奴隷達が公正な裁判を受けるよう心を配った。
モンローの知事職は1800年の「ガブリエル奴隷陰謀」の激しい弾圧で良く知られている。この事件では自由を求めたヘンリコ郡や周辺の郡の奴隷達が州都のリッチモンド焼き払い、白人奴隷所有者を殺し、モンロー知事を誘拐することを計画した。反乱は即座に潰され30人以上の黒人がその後に処刑された。モンローは再度公正な裁判を支持し、奴隷の行動を説明し正当化しようとするという人気の無い姿勢を取った。
1829年秋、バージニア州憲法会議の議長として、奴隷制度は、イギリスの植民地としてであってもバージニアが根絶しようとした破滅のもとであるというその信念を再度表明した。モンローは「奴隷がこれだけ居る原因は何であろうか？」と修辞的に問うた。「我々が植民地であった時に悪は始まったが、我々の植民地議会によってより多くの奴隷を植民地に輸入することを禁じる法案が成立した。それが英国によって拒否された」と続けた。州の権限の主張者として特に悔しがったことは、奴隷を解放し国外に出すことについて連邦政府の財政的援助を進んで受けようとすらしたことだった。憲法会議の時は、奴隷制について、バージニア州が「連邦政府の援助で」その奴隷を解放し国外に動かすという提案をすることで、最後の公的発言を行った。
モンローは奴隷制度廃止そのものには反対したが、アメリカ植民地協会リッチモンド支部の副支部長としてアフリカの植民地化提案を進んで支持する者であり、リベリアの首都モンロビアはモンローにちなんで名付けられた（アメリカ合衆国以外の首都で唯一アメリカ大統領の名前を冠する首都である）。モンローは段階的で求償できる奴隷解放を好んだ。モンローは最終的に平和な奴隷制の終結を考えた農園主であり黒人奴隷所有者だった。

### リベリアの功罪
モンローは、アメリカ植民協会（黒人解放奴隷のリベリア移住事業の一手に担った民間団体）の支持者であり、この植民活動にも積極的な支持を表明していた。この事業の第一船（エリザベス号）の植民者らが上陸してまもなく、現地の部族から拒絶され、無人島に閉じ込められた入植者の多くが黄熱病で死亡するという悲劇が起こると、モンローは海軍を出動させた。
モンローの面子に傷がつくことを恐れた将校らは、頑なに拒絶を続ける現地の王にピストルを突きつけ、二束三文の銃や雑貨と引き換えに広大な土地を手に入れた。これを機に入植者たちは自信をつけ、暴力的な方法で瞬く間に現地の部族から、今日のリベリアと重なる領土を奪った。リベリアの首都はモンローにちなみ、モンロヴィアと名付けられた。
しかし、この暴力的な方法は現代に至るまでのリベリアの矛盾（解放奴隷の子孫による現地民への差別）を決定付け、後世で非難されることになる。また、リベリアの建国は果たせたものの、入植者は1万人あまりにとどまり、植民活動も目的である解放奴隷の一掃は果たされなかった。

## 語録

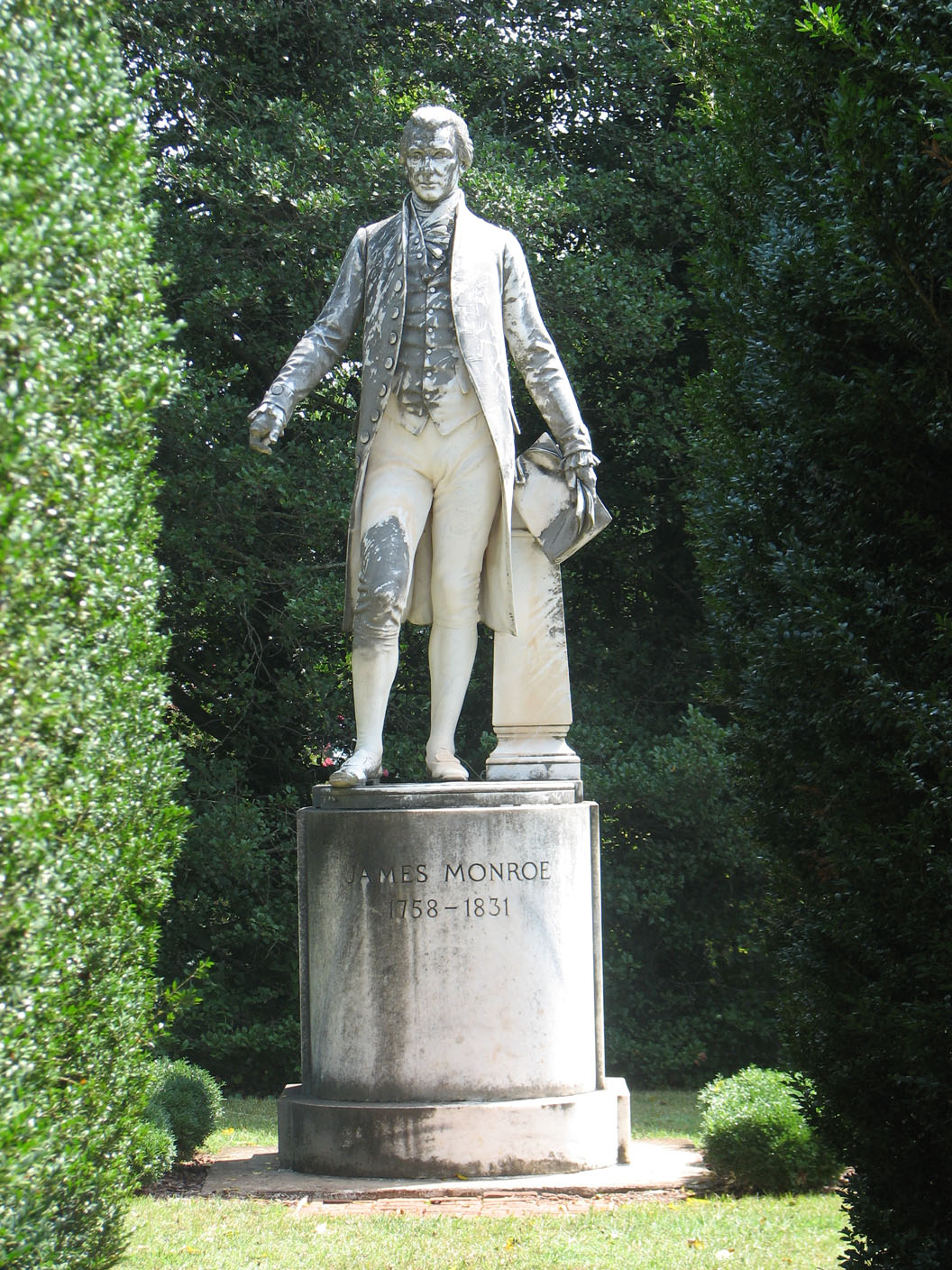
アッシュ・ローン・ハイランドにあるモンローの彫像

- 人がその主権を行使できなくなるのは、無知で堕落したとき、一般大衆の中に退化したときだけである。このとき権利の簒奪は容易になり、簒奪者が直ぐに見出される。人々自体は自分達の低下と破滅を進んで主導する者となる。
- 政府の最良の形態とは最大量の悪を最も防止できそうな政府である[37]。
- 好都合な前兆の下で始まる政府も無ければ、それをうまく完成させる政府も無かった。古代にしろ現代にしろ、他の国の歴史を見れば、それほどに成長が速く巨大で、人々に繁栄と幸福をもたらした例は見出せない。
- この偉大な国に1つ以外の秩序は無い。人民の権限が、民主主義原理の特別に幸福な改良によって、少しでもその主権の程度を損なうことなく、自由で啓発され効果的な政府の目的のために最大限必要な形で彼らが創設した主体および彼らの選んだ代表に移される、そのような秩序である。
- この大地は、有能な最大多数の人類（白人）を支えるために与えられた。そして、部族や人々（インディアンや黒人）には、自分たちを支え慰めるのに必要な分より以上に、他の者たち（白人）が必要としているものを差し控えさせる権利を持っていない。